# Коршаки (Дятловский район)
Коршаки́ (бел. Каршакі) — деревня в Жуковщинском сельсовете Дятловского района Гродненской области Белоруссии. По переписи населения 2009 года в Коршаках проживало 17 человек.

## География
Коршаки расположены в 15 км к северо-западу от Дятлово, 136 км от Гродно, 28 км от железнодорожной станции Новоельня.

## История
В 1880 году Коршаки — деревня в Белицкой волости Лидского уезда Гродненской губернии (90 жителей).
В 1921—1939 годах Коршаки находились в составе межвоенной Польской Республики. В 1923 году в Коршаках имелось 24 хозяйства, проживало 119 жителей. В сентябре 1939 года Коршаки вошли в состав БССР.
В 1996 году Коршаки входили в состав колхоза «1-е Мая». В деревне насчитывалось 22 хозяйства, проживало 36 человек.